# Microserica batoensis
Microserica batoensis är en skalbaggsart som beskrevs av Moser 1924. Microserica batoensis ingår i släktet Microserica och familjen Melolonthidae. Inga underarter finns listade i Catalogue of Life.